# Giro Donne 2009
Il Giro Donne 2009, ventesima edizione della corsa, si svolse in nove tappe precedute da un cronoprologo dal 3 luglio al 12 luglio 2009, per un percorso totale di 918 km. Fu vinto dalla tedesca Claudia Häusler che concluse in 25h21'32".

## Le tappe
| Tappa  | Data      | Percorso                                                 | km    | Vincitore di tappa  | Leader cl. generale |
| ------ | --------- | -------------------------------------------------------- | ----- | ------------------- | ------------------- |
| Prol.  | 3 luglio  | Scarperia (Cronometro individuale)                       | 2,5   | Kirsten Wild        | Kirsten Wild        |
| 1ª     | 4 luglio  | San Piero a Sieve > Pratolino di Vaglia                  | 99,9  | Edita Pučinskaitė   | Edita Pučinskaitė   |
| 2ª     | 5 luglio  | Pontedera > Santa Maria a Monte (Cronometro individuale) | 13,5  | Amber Neben         | Amber Neben         |
| 3ª     | 6 luglio  | Calcinaia > Prato a Calci/Monte Serra                    | 106,4 | Mara Abbott         | Emma Pooley         |
| 4ª     | 7 luglio  | Porto Sant'Elpidio > Porto Sant'Elpidio                  | 109,2 | Ina-Yoko Teutenberg | Emma Pooley         |
| 5ª     | 8 luglio  | Fossacesia > Cerro al Volturno                           | 109,2 | Noemi Cantele       | Emma Pooley         |
| 6ª     | 9 luglio  | Cerro al Volturno > Sant'Elena Sannita                   | 119,3 | Judith Arndt        | Claudia Häusler     |
| 7ª     | 10 luglio | Andria > Castel del Monte                                | 131,2 | Claudia Häusler     | Claudia Häusler     |
| 8ª     | 12 luglio | San Marco dei Cavoti > Pesco Sannita                     | 115,6 | Trixi Worrack       | Claudia Häusler     |
| 9ª     | 13 luglio | Grumo Nevano > Grumo Nevano                              | 111,2 | Kirsten Wild        | Claudia Häusler     |
| Totale | Totale    | Totale                                                   | 918   |                     |                     |

## Squadre e corridori partecipanti
Sono state invitate 18 squadre, tra cui Stati Uniti ed Australia che hanno partecipato con la rappresentativa nazionale. Delle 139 iscritte, 132 si sono presentate al via a Scarperia e 105 hanno tagliato il traguardo a Grumo Nevano.
| N.    | Cod. | Squadra                           |
| ----- | ---- | --------------------------------- |
| 1-8   | MSI  | Selle Italia-Ghezzi               |
| 11-18 | CWT  | Cervélo TestTeam Women            |
| 21-28 | FEN  | Fenixs-Edilsavino                 |
| 31-38 | FLX  | Team Flexpoint                    |
| 41-48 | TOG  | Top Girls Fassa Bortolo-Raxy Line |
| 51-58 | USC  | Chirio-Forno d'Asolo              |
| 61-68 | TCW  | Team Columbia Women               |
| 71-78 | LBL  | Lotto-Belisol Ladiesteam          |
| 81-88 | NUR  | Equipe Nürnberger Versicherung    |

| N.      | Cod. | Squadra                      |
| ------- | ---- | ---------------------------- |
| 91-98   | AUS  | Nazionale australiana        |
| 101-108 | MIC  | SC Michela Fanini-Record-Rox |
| 111-118 | DGC  | Team CMax-Dilà               |
| 121-128 | TSD  | Team System Data             |
| 131-138 | GAU  | Gauss-RDZ-Ormu-Colnago       |
| 141-148 | SAF  | Safi-Pasta Zara-Titanedi     |
| 151-158 | BPD  | Bizkaia-Durango              |
| 161-168 | BCT  | Bigla Cycling Team           |
| 171-178 | USA  | Nazionale statunitense       |

## Dettagli tappa per tappa

### Prologo
- 3 luglio: Scarperia – cronometro individuale – 2,5 km

Risultati
| Pos. | Corridore         | Squadra | Tempo   |
| ---- | ----------------- | ------- | ------- |
| 1    | Kirsten Wild      | CWT     | 3'06"12 |
| 2    | Kristin Armstrong | CWT     | a 3"80  |
| 3    | Linda Villumsen   | TCW     | a 4"13  |

| Pos. | Corridore         | Squadra | Tempo |
| ---- | ----------------- | ------- | ----- |
| 1    | Kirsten Wild      | CWT     | 3'06" |
| 2    | Kristin Armstrong | CWT     | a 3"  |
| 3    | Linda Villumsen   | TCW     | a 4"  |

Descrizione e riassunto
Il cronoprologo d'apertura si è corso lungo un percorso cittadino di 2,5 km, un ovale percorso in senso orario con la parte iniziale in lastricato e quella finale in leggera ascesa. Tappa in "notturna" con partenza alle ore 19:00 da Via Roma/Piazzetta dei Vicari ed arrivo dell'ultima atleta attorno alle 22:00.
È stata l'olandese Kirsten Wild a conquistare la prima maglia rosa del Giro Donne 2009, battendo la compagna di squadra Kristin Armstrong di tre secondi, e portando a termine la breve frazione con una media di 48,356 km/h. Alla danese Trine Schmidt è andata la maglia bianca di miglior giovane.

### 1ª tappa
- 4 luglio: San Piero a Sieve > Pratolino di Vaglia – 99,9 km

Risultati
| Pos. | Corridore         | Squadra | Tempo    |
| ---- | ----------------- | ------- | -------- |
| 1    | Edita Pučinskaitė | GAU     | 2h46'21" |
| 2    | Fabiana Luperini  | MSI     | s.t.     |
| 3    | Judith Arndt      | TCW     | s.t.     |

| Pos. | Corridore         | Squadra | Tempo    |
| ---- | ----------------- | ------- | -------- |
| 1    | Edita Pučinskaitė | GAU     | 2h49'28" |
| 2    | Judith Arndt      | TCW     | a 1"     |
| 3    | Noemi Cantele     | BCT     | a 9"     |

Descrizione e riassunto
La seconda tappa si è svolta nella regione del Mugello, in Toscana, ed è stata caratterizzata da continui saliscendi ed arrivo in salita a Pratolino di Vaglia.
Frazione animata fin dai primi chilometri dai tentativi solitari dell'americana Megan Guarnier, dal km 16 al 52, e della brasiliana Clemilda Fernandez Silva, che scatta dopo 62 km e viene raggiunta a 9 dal traguardo. Negli ultimi chilometri la Cervélo impone un ritrmo elevato ed il gruppo arriva compatto ai piedi dell'ascesa finale. Il primo scatto è di Fabiana Luperini, ma la lituana Pucinskaite recupera ed arriva da sola sul traguardo. La maglia rosa della prima giornata Kirsten Wild termina staccata di 2'04" e perde la maglia rosa, indossata dalla stessa lituana.

### 2ª tappa
- 5 luglio: Pontedera > Santa Maria a Monte – (Cronometro individuale) – 13,5 km

Risultati
| Pos. | Corridore         | Squadra | Tempo    |
| ---- | ----------------- | ------- | -------- |
| 1    | Amber Neben       | NUR     | 20'39"26 |
| 2    | Kristin Armstrong | CWT     | a 14"    |
| 3    | Emma Pooley       | CWT     | a 30"    |

| Pos. | Corridore         | Squadra | Tempo    |
| ---- | ----------------- | ------- | -------- |
| 1    | Amber Neben       | NUR     | 3h10'18" |
| 2    | Kristin Armstrong | CWT     | a 22"    |
| 3    | Emma Pooley       | CWT     | a 31"    |

Descrizione e riassunto
La seconda cronometro individuale della corsa si tiene interamente nella provincia di Pisa. I primi chilometri sono pressoché pianeggianti, fino all'inizio dell'ascesa, dopo 7,4 km, verso Santa Maria a Monte. Da qui una ripida discesa porta fino all'inizio della salita verso il traguardo, posto dopo una breve rampa in lastricato.

### 3ª tappa
- 6 luglio: Calcinaia > Prato a Calci/Monte Serra – 106,4 km

Risultati
| Pos. | Corridore       | Squadra | Tempo    |
| ---- | --------------- | ------- | -------- |
| 1    | Mara Abbott     | TCW     | 2h55'32" |
| 2    | Emma Pooley     | CWT     | s.t.     |
| 3    | Claudia Häusler | CWT     | s.t.     |

| Pos. | Corridore       | Squadra | Tempo    |
| ---- | --------------- | ------- | -------- |
| 1    | Emma Pooley     | CWT     | 6h06'15" |
| 2    | Mara Abbott     | TCW     | a 1'07"  |
| 3    | Claudia Häusler | CWT     | a 1'18"  |

Descrizione e riassunto
Dopo 60 km percorsi su un terreno pianeggiante, iniziava da Calci la prima ascesa di giornata verso Prato a Ceragiola, GPM di prima categoria. Dalla cima, una discesa di 9 km portava a Cascine da dove iniziava l'ultimo tratto pianeggiante prima della salita verso il traguardo, posto a Prato a Calci, con un GPM di seconda categoria.

### 4ª tappa
- 7 luglio: Porto Sant'Elpidio > Porto Sant'Elpidio – 109,2 km

Risultati
| Pos. | Corridore           | Squadra | Tempo    |
| ---- | ------------------- | ------- | -------- |
| 1    | Ina-Yoko Teutenberg | TCW     | 2h47'11" |
| 2    | Kirsten Wild        | CWT     | s.t.     |
| 3    | Monia Baccaille     | MIC     | s.t.     |

| Pos. | Corridore       | Squadra | Tempo    |
| ---- | --------------- | ------- | -------- |
| 1    | Emma Pooley     | CWT     | 8h53'33" |
| 2    | Mara Abbott     | TCW     | a 1'07"  |
| 3    | Claudia Häusler | CWT     | a 1'11"  |

Descrizione e riassunto
Circuito di 27 km da ripetersi quattro volte: dal lungomare di Porto Sant'Elpidio, si raggiungeva Sant'Elpidio a Mare, sulle colline dell'entroterra marchigiano, punto più alto della tappa con i suoi 221 m s.l.m.

### 5ª tappa
- 8 luglio: Fossacesia > Cerro al Volturno – 109,2 km

Risultati
| Pos. | Corridore           | Squadra | Tempo    |
| ---- | ------------------- | ------- | -------- |
| 1    | Noemi Cantele       | BCT     | 3h28'31" |
| 2    | Giorgia Bronzini    | SAF     | a 6"     |
| 3    | Ina-Yoko Teutenberg | TCW     | a 9"     |

| Pos. | Corridore       | Squadra | Tempo     |
| ---- | --------------- | ------- | --------- |
| 1    | Emma Pooley     | CWT     | 12h23'26" |
| 2    | Claudia Häusler | CWT     | a 1'11"   |
| 3    | Judith Arndt    | TCW     | a 1'27"   |

Descrizione e riassunto
Tappa caratterizzata da un percorso ondulato, con una lenta e continua ascesa verso il GPM di terza categoria posto a Rionero Sannitico. Da qui, la lunga discesa verso Cerro al Volturno da dove iniziava la rampa finale in pavé con pendenza media del 16%.

### 6ª tappa
- 9 luglio: Cerro al Volturno > Sant'Elena Sannita – 119,3 km

Risultati
| Pos. | Corridore       | Squadra | Tempo    |
| ---- | --------------- | ------- | -------- |
| 1    | Judith Arndt    | TCW     | 3h26'20" |
| 2    | Claudia Häusler | CWT     | s.t.     |
| 3    | Nicole Brändli  | BCT     | a 3"     |

| Pos. | Corridore       | Squadra | Tempo     |
| ---- | --------------- | ------- | --------- |
| 1    | Claudia Häusler | CWT     | 15h50'43" |
| 2    | Judith Arndt    | TCW     | a 12"     |
| 3    | Mara Abbott     | TCW     | a 38"     |

Descrizione e riassunto
Tappa più impegnativa del Giro con due Gran Premi della montagna di prima categoria: il primo, a Rionero Sannitico, veniva raggiunto dopo 17 km di salita pressoché ininterrotta; il secondo, posto a metà percorso, prevedeva la scalata del Monte Campo e raggiungeva il Rifugio Prato Gentile posto a 1580 m s.l.m. Seguivano 30 km di discesa verso Isernia ed il passaggio sulle colline del Sannio per raggiungere il traguardo di Sant'Elena Sannita.

### 7ª tappa
- 10 luglio: Andria > Castel del Monte – 131,2 km

Risultati
| Pos. | Corridore       | Squadra | Tempo    |
| ---- | --------------- | ------- | -------- |
| 1    | Claudia Häusler | CWT     | 3h26'08" |
| 2    | Judith Arndt    | TCW     | a 1"     |
| 3    | Mara Abbott     | TCW     | a 6"     |

| Pos. | Corridore       | Squadra | Tempo     |
| ---- | --------------- | ------- | --------- |
| 1    | Claudia Häusler | CWT     | 19h16'41" |
| 2    | Judith Arndt    | TCW     | a 17"     |
| 3    | Mara Abbott     | TCW     | a 50"     |

Descrizione e riassunto
Tappa ondulata, la più lunga del giro, con tre GPM da scalare lungo il percorso, uno di terza categoria posto nel circuito di 18 km a Spinazzola da affrontare due volte, un terzo GPM della stessa categoria a Minervino Murge, dopo 95,3 km, e l'arrivo in quota a Castel del Monte al termine di un GPM di seconda.

### 8ª tappa
- 12 luglio: San Marco dei Cavoti > Pesco Sannita – 115,6 km

Risultati
| Pos. | Corridore           | Squadra | Tempo    |
| ---- | ------------------- | ------- | -------- |
| 1    | Trixi Worrack       | NUR     | 3h05'26" |
| 2    | Shelley Olds        | USA     | a 1'13"  |
| 3    | Svetlana Bubnenkova | FEN     | s.t.     |

| Pos. | Corridore       | Squadra | Tempo     |
| ---- | --------------- | ------- | --------- |
| 1    | Claudia Häusler | CWT     | 22h25'04" |
| 2    | Mara Abbott     | TCW     | a 50"     |
| 3    | Nicole Brändli  | BCT     | a 2'53"   |

Descrizione e riassunto
Altra tappa dal percorso ondulato, che attraversava i Colli Sanniti. Due i GPM, il primo a Colle Sannita dopo 30 km di terzo grado ed il secondo a Molinara a 23 km dal traguardo di seconda categoria.

### 9ª tappa
- 13 luglio: Grumo Nevano > Grumo Nevano – 111,2 km

Risultati
| Pos. | Corridore        | Squadra | Tempo    |
| ---- | ---------------- | ------- | -------- |
| 1    | Kirsten Wild     | CWT     | 2h55'47" |
| 2    | Giorgia Bronzini | SAF     | s.t.     |
| 3    | Diana Žiliūtė    | SAF     | s.t.     |

Descrizione e riassunto
Kermesse finale su un circuito di 14 km da ripetere otto volte.

## Classifiche finali

### Classifica generale - Maglia rosa
| Pos. | Corridore           | Squadra | Tempo     |
| ---- | ------------------- | ------- | --------- |
| 1    | Claudia Häusler     | CWT     | 25h21'32" |
| 2    | Mara Abbott         | TCW     | a 30"     |
| 3    | Nicole Brändli      | BCT     | a 2'33"   |
| 4    | Emma Pooley         | CWT     | a 6'35"   |
| 5    | Svetlana Bubnenkova | FEN     | a 6'51"   |
| 6    | Fabiana Luperini    | MSI     | a 8'53"   |
| 7    | Tatiana Guderzo     | MIC     | a 10'54"  |
| 8    | Carla Ryan          | CWT     | a 12'29"  |
| 9    | Susanne Ljungskog   | FLX     | a 14'13"  |
| 10   | Edita Pučinskaitė   | GAU     | a 14'23"  |

### Classifica a punti - Maglia ciclamino
| Pos. | Corridore           | Squadra | Punti |
| ---- | ------------------- | ------- | ----- |
| 1    | Claudia Häusler     | CWT     | 49    |
| 2    | Mara Abbott         | TCW     | 41    |
| 3    | Svetlana Bubnenkova | FEN     | 39    |
| 4    | Giorgia Bronzini    | SAF     | 32    |
| 5    | Nicole Brändli      | BCT     | 29    |

### Classifica Gran Premio della Montagna - Maglia verde
| Pos. | Corridore       | Squadra | Punti |
| ---- | --------------- | ------- | ----- |
| 1    | Mara Abbott     | TCW     | 38    |
| 2    | Nicole Brändli  | BCT     | 36    |
| 3    | Claudia Häusler | CWT     | 27    |
| 4    | Trixi Worrack   | NUR     | 25    |
| 5    | Emma Pooley     | CWT     | 19    |

### Classifica giovani - Maglia bianca
| Pos. | Corridore            | Squadra | Tempo     |
| ---- | -------------------- | ------- | --------- |
| 1    | Elizabeth Armitstead | LBL     | 25h48'32" |
| 2    | Elena Berlato        | SAF     | a 47"     |
| 3    | Tiffany Cromwell     | AUS     | a 5'18"   |
| 4    | Valentina Carretta   | TOG     | a 7'06"   |
| 5    | Olena Oliynik        | USC     | a 12'25"  |

## Evoluzione delle classifiche
| Tappa (Vincitore)                    | Classifica generale Maglia rosa | Classifica GPM Maglia verde | Classifica a punti Maglia ciclamino | Classifica giovani Maglia bianca |
| ------------------------------------ | ------------------------------- | --------------------------- | ----------------------------------- | -------------------------------- |
| P (Cron. Individuale) (Kirsten Wild) | Kirsten Wild                    | Linda Villumsen             | Kristin Armstrong                   | Trine Schmidt                    |
| 1 (Edita Pučinskaitė)                | Edita Pučinskaitė               | Edita Pučinskaitė           | Edita Pučinskaitė                   | Alona Andruk                     |
| 2 (Cron. Individuale) (Amber Neben)  | Amber Neben                     | Amber Neben                 | Amber Neben                         | Elizabeth Armitstead             |
| 3 (Mara Abbott)                      | Emma Pooley                     | Mara Abbott                 | Emma Pooley                         | Elizabeth Armitstead             |
| 4 (Ina-Yoko Teutenberg)              | Emma Pooley                     | Mara Abbott                 | Emma Pooley                         | Elizabeth Armitstead             |
| 5 (Noemi Cantele                     | Emma Pooley                     | Mara Abbott                 | Judith Arndt                        | Elizabeth Armitstead             |
| 6 (Judith Arndt)                     | Claudia Häusler                 | Mara Abbott                 | Judith Arndt                        | Elizabeth Armitstead             |
| 7 (Claudia Häusler)                  | Claudia Häusler                 | Mara Abbott                 | Judith Arndt                        | Elizabeth Armitstead             |
| 8 (Trixi Worrack)                    | Claudia Häusler                 | Mara Abbott                 | Claudia Häusler                     | Elizabeth Armitstead             |
| 9 (Kirsten Wild)                     | Claudia Häusler                 | Mara Abbott                 | Claudia Häusler                     | Elizabeth Armitstead             |
| Classifiche finali                   | Claudia Häusler                 | Mara Abbott                 | Claudia Häusler                     | Elizabeth Armitstead             |